# Trinidad Newsday
Die Trinidad und Tobago Newsday, im allgemeinen Sprachgebrauch verkürzt als Trinidad Newsday ist die jüngste der derzeit drei Tageszeitungen in Trinidad und Tobago. Die Zeitung wurde 1993 von Daniel Chookolingo gegründet. Die Newsday bezeichnet sich selbst als „Volkszeitung“.
Zusätzlich zu seinem Hauptsitz in Port of Spain unterhält die Zeitung Außenstellen in Chaguanas, San Fernando und Scarborough.

## Format und Stil
Die Trinidad Newsday ist die einzige Tageszeitung in Trinidad und Tobago, deren Verlag keine direkte Verbindung zu Radio und Fernsehen hat. Die Berichterstattung umfasst alle Bereiche des Lebens (z. B. Wirtschaft, Sport, Regionales, Politik).

## Geschichte
Die Tageszeitung wurde am 20. September 1993 von Daniel Chookolingo gegründet. Die erste Chefredakteurin wurde Therese Mills, die ebenso wie der leitende Journalist Kris Rampersad zuvor beim Trinidad Guardian tätig war. Rampersad gewann mehrere Auszeichnungen. Die Newsday wurde trotz der zwei etablierten nationalen Tageszeitungen, dem Express und dem Guardian, innerhalb von vier Jahren zu einer der größten Zeitungen des Landes.
Im Jahr 2010 begann die Newsday, Kopien der USA Today International zu drucken. Der US-amerikanische Partner stellt seitdem teilweise auch Nachrichten aus den USA für den Trinidad Newsday bereit.